# Niccolò Galli
Niccolò Galli (Firenze, 22 maggio 1983 – Bologna, 9 febbraio 2001) è stato un calciatore italiano, di ruolo difensore.

## Biografia
Era il figlio primogenito dell'ex portiere Giovanni Galli che ha raccontato il lutto per la morte del figlio nel libro La vita ai supplementari.
Il 9 febbraio 2001, mentre tornava a casa dopo l'allenamento, morì in un incidente in motorino vicino al centro tecnico del Bologna, dopo aver perso il controllo del mezzo e aver sbattuto contro un guard rail in manutenzione dove era stato lasciato un tubo d'acciaio in posizione pericolosa.
Nel 2007 il Tribunale di Bologna ha condannato in 1º grado per omicidio colposo un funzionario della Coop Costruzioni (1 anno e 4 mesi di reclusione), il responsabile dell'ufficio manutenzione stradale del Comune (10 mesi e 29 giorni) e un tecnico dello stesso ufficio (6 mesi e mezzo). Nel marzo 2011, in appello, il procedimento è stato dichiarato estinto per avvenuta prescrizione.
Il Bologna ha deciso di ritirare la maglia numero 27 da lui indossata e di intitolare a lui il Centro Tecnico di Casteldebole. Diversi tornei in Italia portano il suo nome.
L'attaccante Fabio Quagliarella, che è stato suo compagno di squadra nella Nazionale italiana U21, ha dichiarato di avere scelto proprio in suo onore di giocare con la maglia numero 27 sia nelle varie squadre di club nelle quali ha militato sia (quando possibile) nella Nazionale maggiore.

## Fondazione
Dopo la sua morte il padre Giovanni ha costituito la Fondazione Niccolò Galli ONLUS che si occupa di raccogliere fondi per scopi filantropici, quali eventi, partecipazioni di sostegno e un memorial giovanile, anch'esso intitolato a Niccolò Galli, di notevole importanza nel settore calcistico.

## Carriera

### Club
Esordì nelle giovanili del Torino nel 1993 e l'anno successivo vestì la maglia del Parma. Nel 1995 incominciò a giocare nelle giovanili della Fiorentina, dove mise subito in mostra le sue doti di difensore. Nel 1999 l'Arsenal lo portò a Londra, dove vinse con le giovanili dei Gunners sia il Campionato Under-17 sia la Coppa d'Inghilterra Under-18.
Tornò in Italia nel settembre del 2000, quando passò in prestito al Bologna. Esordì in Serie A il 1º ottobre, entrando in campo all'83' della gara valida per la prima giornata del campionato 2000-2001 contro la Roma, persa 2-0 dai felsinei.

### Nazionale
Nel gennaio del 2001 disputò con la Nazionale Under-18 la Coppa Meridian.

## Statistiche

### Presenze e reti nei club
| Stagione        | Squadra         | Campionato      | Campionato | Campionato | Coppe nazionali | Coppe nazionali | Coppe nazionali | Coppe continentali | Coppe continentali | Coppe continentali | Altre coppe | Altre coppe | Altre coppe | Totale | Totale |
| Stagione        | Squadra         | Comp            | Pres       | Reti       | Comp            | Pres            | Reti            | Comp               | Pres               | Reti               | Comp        | Pres        | Reti        | Pres   | Reti   |
| --------------- | --------------- | --------------- | ---------- | ---------- | --------------- | --------------- | --------------- | ------------------ | ------------------ | ------------------ | ----------- | ----------- | ----------- | ------ | ------ |
| 2000-2001       | Bologna         | A               | 1          | 0          | CI              | -               | -               | -                  | -                  | -                  | -           | -           | -           | 1      | 0      |
| Totale carriera | Totale carriera | Totale carriera | 1          | 0          |                 | -               | -               |                    | -                  | -                  |             | -           | -           | 1      | 0      |